# Poggio San Lorenzo
Poggio San Lorenzo és un comune (municipi) de la província de Rieti, a la regió italiana del Laci, situat a uns 50 km al nord-est de Roma i a uns 15 km al sud de Rieti. A 1 de gener de 2019 la seva població era de 538 habitants.
Poggio Moiano limita amb els següents municipis: Casaprota, Frasso Sabino, Monteleone Sabino i Torricella in Sabina.